# Тхэквондо

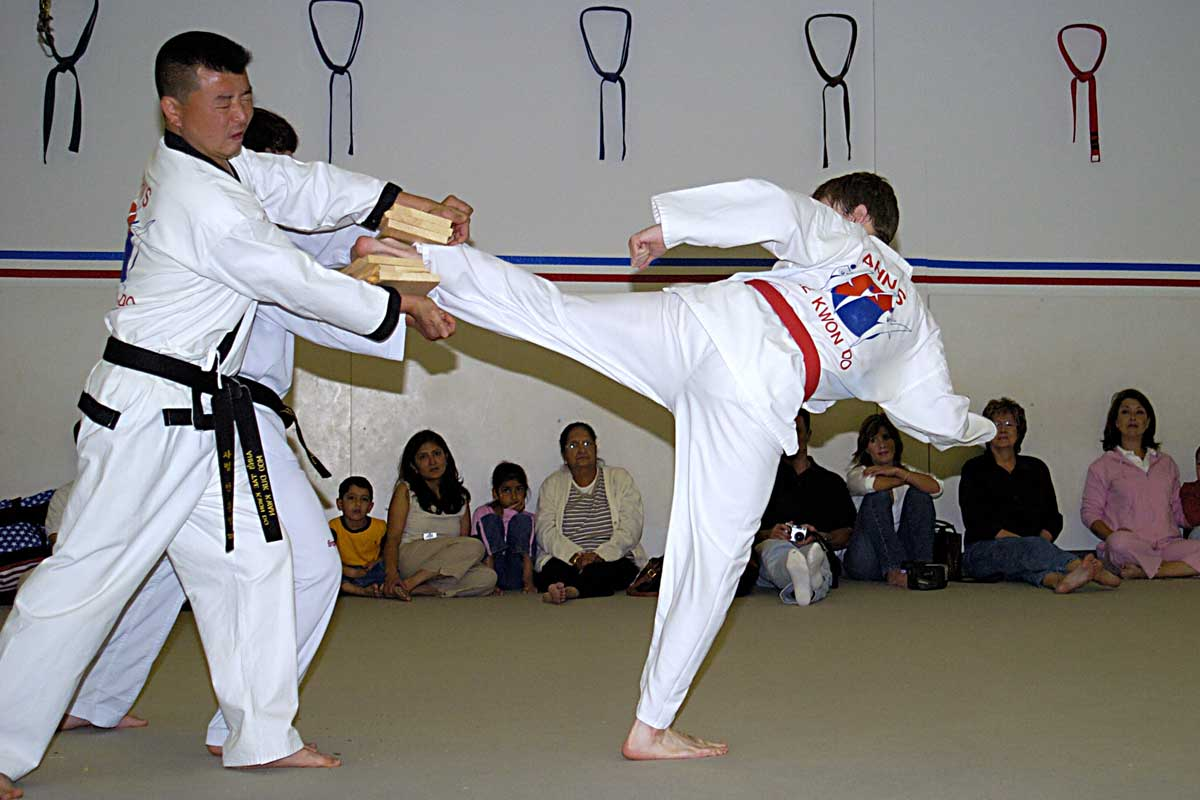

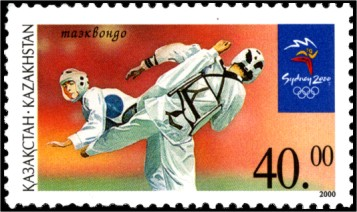
Тхэквондо на марке Казахстана, посвящённой Олимпиаде 2000 года

Тхэквондо́ (кор. 태권도?, 跆拳道?), также таэквондо́ (транслитерация с англ. Taekwon-do) — корейское боевое искусство. Характерная особенность — активное использование ног в бою; причём как для ударов, так и для защитных действий. Слово «тхэквондо» складывается из трёх корейских слов: [тхэ] «топтать» + [квон] «кулак» + [до] «путь, метод, учение, дао». Общепринятое литературное толкование звучит как «путь ноги и кулака».

По определению Чхве Хон Хи:
Тхэквондо означает систему духовной тренировки и технику самообороны без оружия, наряду со здоровьем, а также квалифицированным исполнением ударов, блоков и прыжков, выполняющихся голыми руками и ногами для поражения одного или нескольких соперников.

## История
Развитие тхэквондо тесно переплетено с историей Кореи. Историю этого вида единоборства можно разделить на четыре стадии: зарождение и развитие корейских боевых искусств в период трёх государств, боевые искусства во времена государства Корё, во времена государства Чосон, современная история тхэквондо. Такой подход к трактованию истории является частью корейского национализма: принято вести историю Кореи от мифического существа Тангуна, заявлять, что Корее более 5000 лет, а тхэквондо, согласно той же логике, является древним боевым искусством, несмотря на фактическое появление лишь в средине XX века. Но не вызывает сомнений и дискуссий тот факт, что тхэквондо отражает национальные традиции.

### Зарождение и развитие боевых искусств в период трёх государств
Считается, что во времена трёх государств начали зарождаться такие единоборства как «субак» (수박) и «тхэккён» (택견), впоследствии ставшие основой для развития тхэквондо. В поздний период истории трёх государств единоборства на Корейском полуострове пользовались большой популярностью, особенно для подготовки воинов. И, как результат этой популярности, субак и тхэккён становятся основой для обучения в таких молодёжных организациях, как «Хваран» (화랑도) в Силла и «Чоисонин» (조의손인) в Когурё.

### Боевые искусства во времена государства Корё
В период государства Корё субак и тхэккён продолжили развиваться. Немаловажную роль в продвижении по службе военного того времени мог сыграть уровень владения им искусством тхэккён. Простых солдат, достигших определённого уровня владения тхэккён, представляли генералу, который выбирал лучших из них, чтобы сделать офицерами. В части рукопашного боя (без оружия) соревновательный поединок по тхэккён представлял собой пинки ногами и пощёчины руками с включением прыжковой техники. Также в этот исторический период интересом королевской семьи пользовались соревнования по «субак» (수박). Это поединки, в которых два бойца били друг друга ногами, а руки при этом были связаны за спиной.

### Боевые искусства во времена государства Чосон (с 1897 — Корейская империя)
В XIV веке, в период государства Чосон, единоборства «субак» (수박) и «тхэккён» (택견) начинают терять свою популярность. Особенно после того, как в конце XVI века произошла серия вторжений японцев, вооружённых полученными от португальцев фитильными аркебузами. Применение огнестрельного оружия изменило подход к военной подготовке: навыки владения рукопашным боем перестали играть значительную роль. В результате единоборства остались лишь в гражданском секторе. Время от времени правительство принимало меры по подъёму боевого духа страны и развитию боевых искусств. Одна из них — публикация в 1795 году книги «муедоботхонджи» (무예도보통지), в которой описаны боевые искусства того периода. Четвёртый том этой книги, озаглавленный «техника рукопашного боя», включал 38 изображений, напоминающих сегодняшние движения в тхэквондо.

### Корейские боевые искусства в период Японской оккупации
В 1910 году Корея потеряла независимость и оказалась под властью японцев, в результате чего корейские единоборства практически исчезли. Дело в том, что на всей территории Японской империи действовал запрет на обучение любым «ударным» единоборствам, который продолжался до начала 20-х годов, пока мастер Гитин Фунакоси не убедил императора Тайсё в необходимости включения боевых искусств (в 1935 году получивших название «каратэ») в программу общеобразовательных школ. В этот период корейские стили начали возрождаться, но в виде интерпретаций окинавских и китайских техник рукопашного боя с добавлением региональных традиций, таких как упор на общую физическую подготовку, закаливание организма и удары ногами выше пояса. После легализации единоборств корейские стили более 20 лет работали под японскими названиями и терминологией. Одним из наиболее знаменитых мастеров корейского происхождения является Чхве Ёнъи (최영의), основатель Кёкусинкай, широко известный под псевдонимом Ояма Масутацу (в восточных культурах использование псевдонима при изменении социального статуса является общепринятой практикой).

### После Второй мировой войны
После капитуляции Японии и освобождения корейского полуострова, корейские боевые искусства начали возрождаться. Вначале основными направлениями боевых искусств в местных школах было тансудо (당수도, — танский или китайский кулак, корейское боевое искусство, получившее большое влияние китайских единоборств) и консудо (공수도, корейское название каратэ). Мастера того периода пришли к понимаю того, что все корейские традиции боевых искусств (субак, тхэккён и т.п.) должны быть возрождены и объединены.
Корейская война внесла коррективы в планы по воссозданию корейских боевых искусств, но, тем не менее, была создана Ассоциация консудо (공수도) Кореи. Из-за многочисленных разногласий некоторые члены данной ассоциации вышли из её состава и организовали собственную — Ассоциацию тансудо (당수도) Кореи, которая впоследствии была официально включена в Ассоциацию любительского спорта Кореи.
Основатель одной из школ тансудо (당수도) Чхве Хон Хи, являясь генералом южнокорейской армии и пользуясь поддержкой президента Кореи Ли Сын Мана, в 1955 году включил свой стиль боевых искусств в программу подготовки военнослужащих. Он был убеждён, что использовать китайские и японские названия боевых искусств нельзя, поэтому боевое искусство, преподаваемое военнослужащим, было названо тхэквондо, а японская терминология была в значительной степени заменена на корейскую.
11 апреля 1955 года, комиссия по спорту при правительстве Кореи, утвердила название тхэквондо, как отражающее национальный дух и традиции корейского народа. Этот день считается датой рождения данного вида боевого искусства.
В 1959 году была создана Ассоциация тхэквондо Кореи, которая сместила Ассоциацию тансудо (당수도). Но просуществовать в таком виде ей удалось недолго. В 1960 году Генерал Чхве потерял поддержку президента страны, поскольку в результате событий Апрельской революции в стране произошла смена власти. Этим воспользовались лидеры других ведущих корейских школ единоборств, несогласные с названием тхэквондо. Но, тем не менее, они приняли идею Чхве Хон Хи о том, что название должно отражать традиции Кореи. Была основана Ассоциация субакдо Кореи.
Ассоциация любительского спорта Кореи может аккредитовать только одну ассоциацию от одного вида спорта, поэтому по предложению властей Кореи тогда же было проведено учредительное собрание, где было принято решено объединить организации под названием Ассоциация тхэсудо Кореи (компромисс между словами тхэквондо и субак). Однако поскольку генерал Чхве Хон Хи был избран президентом новосозданной организации, то на своём посту он приложил усилия для возвращения названия тхэквондо, что ему удалось сделать в 1965 году, после чего он покинул пост. По одной из версий, это произошло в связи с истечением срока полномочий, по другой — в связи с неблагоприятной для основателя тхэквондо политической ситуацией в Корее того времени.

## Стили и организации
Существует несколько основных стилей тхэквондо, что связано с руководящим органом или федерацией, определяющей стиль. Основные технические различия между стилями и организациями тхэквондо обычно заключаются в следующем:
- Формальные комплексы;
- Различия в правилах спарринга на соревнованиях;
- Количество и виды соревновательных дисциплин;
- Форма и экипировка.

### ITF (International Taekwon-do Federation) / Чхан Хон стиль
Название происходит от псевдонима генерала Чхве Хон Хи — Чхан Хон Рю. Детально его особенности, включая методику преподавания, технику и формальные комплексы, описаны в 15-томной книге «Taekwon-Do». На данный момент этот стиль в силу исторических причин практикует множество международных организаций, не связанных друг с другом.

#### Международная федерация (ИТФ, МФТ)
Международная федерация тхэквондо (ITF) основана 22 марта 1966 года в Сеуле генералом Чхве Хон Хи. В 1972 году штаб-квартира организации переехала в Торонто вместе с основателем, который был вынужден покинуть Республику Корея в связи с избранием на третий президентский срок политического оппонента Пак Чон Хи, который хотя и был автором успешных экономических реформ в Республике Корея, но отличался тоталитарным стилем управления с репрессиями.
В 1974 году был проведён первый в истории ITF Чемпионат мира, который прошёл в Монреале (Канада). Вскоре после этого был проведён Чемпионат Европы (1976 год) и создана All Europe Taekwon-Do Federation (1979 год), а затем — федерации в Северной и Центральной Америке. В начале 1980-х Чой Хон Хи начал тесно сотрудничать с властями Северной Кореи (КНДР), которые в значительной мере помогли в развитии организации. Главный же офис из Канады переехал в Австрию.
В 2002 году, после смерти основателя генерала Чхве Хон Хи, в организации произошёл раскол. Помимо организации ITF со штаб-квартирой в Австрии, была создана международная организация ITF со штаб-квартирой в Испании. В странах экс-СССР для избежания путаницы принято называть версии как ИТФ (Австрия) и МФТ (Испания). В первую по состоянию на февраль 2021 года входит 128 национальных федераций, во вторую — 105.
Каждая из этих двух организаций проводит собственные континентальные чемпионаты и Чемпионат Мира, что вызывает путаницу, особенно с учётом того, что правила соревнований у них отличаются: количеством соревновательных дисциплин, весовыми категориями, экипировкой, оценкой технических действий, размером площадки, требованиями к обязательным техническим действиям. Обе организации имеют международное признание в таких зонтичных спортивных организациях как WADA и TAFISA, а ITF со штаб-квартирой в Испании ещё и подписала договор с ГАИСФ.
В мире существует ещё не менее 10 организаций, позиционирующих себя как правонаследники организации, основанной в 1966 году либо декларирующих развитие именно Чхан Хон стиля. Часть из этих организаций незначительно меняют оригинальное название и аббревиатуру: например, вместо ITF - International Taekwondo Federation, используется ICTF - International Chang-Hon Taekwondo Federation. Однако в силу относительно небольшого количества участников и спортсменов, эти организации пока не получили легализации в национальных спортивных ведомствах и не входят в международные зонтичные спортивные структуры.

#### Глобальная федерация (ГТФ)
Глобальная федерация тхэквондо основана грандмастером Пак Джунтхэ в 1990 году как протест против чрезмерного вмешательства руководства КНДР в дела спортивной организации. После смерти грандмастера, 11 апреля 2002 года организацию возглавила его жена Линда Пак. Штаб-квартира расположена в городе Миссиссога (Канада, провинция Онтарио).
Автор ответвления г-н Джунтхэ дополнил стиль шестью новыми формами (хёнами): Jee-Sang, Dhan-Goon, Jee-Goo, Jook-Am, Pyong-Hwa и Sun-Duk. Правила соревнований схожи с правилами ИТФ, действовавшими до раскола организации и описанными в книге-энциклопедии «Taekwon-Do», но с небольшими отличиями. Например, в дисциплине «спарринг» бои проводятся в один раунд, а не два, как в ИТФ, что приводит к боям высокой интенсивности; два раунда в ГТФ предусмотрено только в финалах.
По состоянию на февраль 2020 года, в Глобальную федерацию тхэквондо входило 27 национальных спортивных федераций. В июле 2021 года организация пережила раскол, в результате которого спортивные федерации 8 стран (Россия, Казахстан, Украина, Германия, Молдова, Туркменистан, Кыргызстан и Румыния) вышли из состава ГТФ под руководством президента Линды Пак, заявив, что вместо этого создают новую организацию. Весной 2022 года новая ГТФ разделилась ещё на две части — представители Украины и примкнувшие к ним спортсмены из Грузии создали новую организацию под таким же названием. Раскол существенно ударил по этому направлению с точки зрения массовости и легитимности на международном уровне: по состоянию на октябрь 2022 года в оригинальной организации сохранили членство лишь спортивные объединения из 12 государств.

#### Taekwondo International (TI)
Taekwondo International (TI) позиционирует себя как платформа для объединения всех стилей и направлений тхэквондо и была создана ещё в 1991 году по инициативе Ассоциации Тхэквондо Великобритании (TAGB) и гранд-мастера Дэйва Оливера. Базовая техника и формальные комплексы соответствуют стилю Чхан Хон. Но развивается организация преимущественно в Великобритании, где насчитывается порядка 700 клубов, а за её пределами клубов немного, соревнования или информационно-учебные мероприятия проводятся редко. Правила соревнований схожи с ИТФ-ГТФ организациями и татами-разделами кикбоксинга. Фактически TI и TAGB является одной и той же организацией, а мероприятия TI являются соревнованиями TAGB с открытым статусом (приглашают всех желающих). При этом данные структуры являются важной частью экосистемы британского тхэквондо, кузницей кадров для олимпийского направления. К примеру, одна из наиболее известных мировых спортсменок Джейд Джонс прошла базовую подготовку (до чёрного пояса) именно в TAGB/TI.

### WT (World Taekwondo) / Кукки стиль (Олимпийская версия)
После того, как генерал Чхве Хон Хи покинул Корею, Корейская Ассоциация Тхэквондо при поддержке властей продолжила развивать этот вид единоборства силами других специалистов. В 1972 году правительство Республики Корея построило в Сеуле центр развития тхэквондо, который получил название «Куккивон» (국기원). А уже в 1973 году «Куккивон» (국기원) принял первый чемпионат мира. Там же для развития тхэквондо за пределами Кореи была создана Всемирная федерация тхэквондо (ВТФ, WTF — World Taekwondo Federation).
Стиль, разработанный специалистами Куккивона, существенно отличается от других направлений этого единоборства. В значительной мере отличаются стойки и формальные комплексы, терминология, правила проведения соревнований и основные понятия технических действий (зачётная зона, клинч, оценка удара). А наиболее известным отличием является полный запрет на удары руками в голову во время соревновательных поединков. Во многих странах мира для упрощения понимания этот стиль называют олимпийским.
Всемирная федерация тхэквондо является наиболее успешной с точки зрения распространения и международной легитимности. Организация является членом различных международных спортивных сообществ, таких как Международной федерации студенческого спорта (FISU), Международного совета военного спорта (CISM) и так далее. Главным же достижением ВТФ является принятие Всемирной федерации тхэквондо в Международный Олимпийский комитет, и, соответственно, в программу летних Олимпийских игр.
Летом 2017 года название World Taekwondo Federation сократили до World Taekwondo (WT), а также произвели ребрендинг. Кроме того, 5 апреля 2018 года в Тунисе на Всемирной ассамблее тхэквондо кардинально изменили правила соревнований в разделе кёруги (спарринг). По состоянию на 2022 год организация World Taekwondo объединяет 5 континентальных зонтичных организаций: African Taekwondo Union (52 национальные федерации), Asian Taekwondo Union (48 национальных федераций), European Taekwondo Union (52 национальные федерации), Oceania Taekwondo (19 национальных федераций) и Pan American Taekwondo Union (49 национальных федераций). Всего это 220 национальных спортивных объединений, из которых 206 признаны МОК.

### Американские стили
Тхэквондо в США развивалось автономно от Кореи и остального мира, в среде корейских эмигрантов. И фактически является смесью тансудо и авторских методик. От других версий американские стили отличаются собственным набором формальных комплексов, экипировкой, формой и, во многом, терминологией. Общей является техника ударов ногами, включая манеру исполнения.

#### Jhoon Rhee
Мастер Ли Джунгу родился 7 января 1932 года в городе Асан в Корее периода японского правления. В возрасте 15 лет он начал заниматься тансудо в школе Чхундокван у мастера Ли Вонгука. 22 ноября 1957 г. Ли Джунгу переехал в США и поступил в колледж Сан-Маркоса (штат Техас), а в 1962 году переехал в Вашингтон и открыл собственный клуб боевых искусств.
В 1966 году на волне популярности единоборств в кинематографе Ли Джунгу взял псевдоним Джун Ри и открыл одноимённый клуб Jhoon Rhee Taekwondo в Конгрессе США. Благодаря этому он стал невероятно популярным в СМИ, прозвавшими его «отцом американского тхэквондо». В 1984 году указом президента США Джунгу назначали в Национальный Совет по профессиональному образованию. В 1988 году Президент Джордж Буш-старший назначил Джунгу специальным советником президента в Совете по развитию физической культуры и спорта. Выдающимися учениками и друзьями Джунгу были Брюс Ли и Мухаммед Али, Джек Андерсон, Джордж Аллен старший, Боб Ливингстон, Тони Роббинс, Джек Валенти и более 300 американских сенаторов и конгрессменов США. Ли Джунгу умер 30 апреля 2018 года в возрасте 86 лет.
Особенностью методики подготовки является включение в программу подготовки музыкальных формальных комплексов. Соревнования проводятся с ограничением контакта и использованием защитной экипировки, схожей с версиям World Taekwondo и ITF (защитные жилеты из WT, перчатки и футы как в ITF и татами-разделах кикбоксинга). Удары руками в голову разрешены.

#### АТА / Сонгам тхэквондо
Американская ассоциация тхэквондо (ATA), была основана в 1969 году в Омахе, штат Небраска, мастером Ли Хэнуном из Южной Кореи. В данный момент организация называется ATA Martial Arts, а её штаб-квартира переехала в Литл-Рок, штат Арканзас. Организация насчитывает около 300 000 активных членов в более чем 21 стране мира (120 000 членов только в Соединённых Штатах Америки).
Мастер Ли, основатель стиля, родился в Маньчжурии 20 июля 1936 года, куда его семья была вынуждена перебраться из Кореи в связи с японской оккупацией и смогла вернуться после окончания Второй мировой войны. С 1956 по 1959 год Ли преподавал тхэквондо военнослужащим Республики Корея, а затем открыл частную школу для гражданских лиц. Позже он открыл школу рядом с базой ВВС США, где обучал и оказывал поддержку американскому военнослужащему Ричарду Риду, который в 1962 году спонсировал эмиграцию Ли в Соединённые Штаты. Ли переехал в Омаху, штат Небраска, где в 1969 году он стал соучредителем Американской ассоциации тхэквондо. Умер основатель 5 октября 2000 года в возрасте 64 лет.
Правила соревнований во многом напоминают World Taekwondo (запрещено бить в голову руками, на тело надевают защитный жилет), однако используется оригинальная экипировка и форма. Кроме того, подход к подсчёту баллов и перечень соревновательных дисциплин схожи с разделами поинт-файтинг (сэми-контакт) и музыкальными формами в кикбоксинге. Но есть раздел «поединок с оружием» (пластиковой палкой).

## Соревнования
Соревнования по тхэквондо обычно включают спарринги, формальные комплексы, разбивание предметов и спецтехнику. Также многие турниры включают специальные дисциплины, такие как показательные выступления и демонстрацию техники самообороны. Однако на Олимпиаде представлены лишь спарринги по правилам WT.

### Площадка для соревнований
Площадка для соревнований, тоджан, стандартно представляет собой зону выступления в виде квадрата со стороной от 8 до 10 м (GTF допускает вариативность, ITF предписывает размеры строго 9×9 м, WT — 8х8 м), обрамлённую по периметру зоной безопасности шириной 1 м. Цвет покрытия зон выступления и безопасности должен различаться, чаще всего используются красный и синий цвета, общепринятые в единоборствах. В случае, если тоджан находится на возвышении (постаменте), размеры зоны безопасности должны быть увеличены.
Регламент WT также предусматривает соревнования на восьмиугольном тоджане, размеры которого примерно соответствуют окружности диаметром 8-9 м. Зона безопасности при этом должна быть квадратной и иметь ширину не менее 1 м с каждой стороны.

### Соревновательный поединок
И в олимпийских, и в неолимпийских версиях тхэквондо удары ногами оцениваются выше, чем удары руками. Однако серьёзные различия в правилах различных организаций приводят к абсолютно разному стилю проведения поединка: стратегии, тактике, используемым комбинациям и способам защиты.

#### Неолимпийские стили (Чхан Хон)
Для обозначения поединка используется слово матсоги. Во всех версиях разрешены лишь удары выше пояса, запрещено бить по спине (в Олимпийском тхэквондо запрещено только по позвоночнику), в область шеи, по ключице и затылочной части головы. Вся ударная техника должна быть контролируемой. Используется дозированный либо лёгкий контакт (лайт-контакт), а нокдаун либо нокаут соперника могут привести к дисквалификации атакующего. Наказание за превышение контакта не последует лишь в том случае, если жёсткий контакт был неизбежным и неумышленным, например, противник «наткнулся» на ногу или руку. Поединки производятся без остановки, кроме случаев, когда рефери должен зафиксировать факт нарушения правил либо развести клинчующих спортсменов.
Используется экипировка, аналогичная татами-дисциплинам кикбоксинга: шлем, капа, перчатки (в зависимости от версии — с открытой ладонью либо кикбоксерские 10 oz), бандаж для защиты паха, щитки на кость голени, а также футы (киксы) для смягчения контакта со стопой, лодыжкой и пяткой.
Судейство производится в ручном режиме, но с использованием электронной системы учёта баллов. Боковые судьи для оценки технического действия кликают на клавиши индивидуальных устройств ввода данных, информация с передаётся в систему и отображается на экране, видимом участникам и зрителям. Если электронной системы нет, разрешается судейство с помощью бумажных записок.
Соотношение ударов ногами с ударами руками составляет примерно 70 к 30.
Весовые категории ITF (штаб-квартира в Австрии):
| Чемпионат мира среди мужчин (ITF) | Чемпионат мира среди мужчин (ITF) | Чемпионат мира среди мужчин (ITF) | Чемпионат мира среди мужчин (ITF) |
| Юниоры (14—17)                    | Взрослые (18—39)                  | Ветераны (+40)                    | Ветераны (+50)                    |
| --------------------------------- | --------------------------------- | --------------------------------- | --------------------------------- |
| −45 кг                            | −50 кг                            | −64 кг                            | −66 кг                            |
| −51 кг                            | −57 кг                            | −64 кг                            | −66 кг                            |
| −57 кг                            | −64 кг                            | −73 кг                            | −66 кг                            |
| −63 кг                            | −71 кг                            | −73 кг                            | −66 кг                            |
| −69 кг                            | −78 кг                            | −80 кг                            | −80 кг                            |
| −75 кг                            | −85 кг                            | −90 кг                            | −80 кг                            |
| +75 кг                            | +85 кг                            | +90 кг                            | +80 кг                            |

| Чемпионат мира среди женщин (ITF) | Чемпионат мира среди женщин (ITF) | Чемпионат мира среди женщин (ITF) | Чемпионат мира среди женщин (ITF) |
| Юниоры (14—17)                    | Взрослые (18—39)                  | Ветераны (+40)                    | Ветераны (+50)                    |
| --------------------------------- | --------------------------------- | --------------------------------- | --------------------------------- |
| −40 кг                            | −45 кг                            | −54 кг                            | −60 кг                            |
| −46 кг                            | −51 кг                            | −54 кг                            | −60 кг                            |
| −52 кг                            | −57 кг                            | −61 кг                            | −60 кг                            |
| −58 кг                            | −63 кг                            | −61 кг                            | −60 кг                            |
| −64 кг                            | −69 кг                            | −68 кг                            | −75 кг                            |
| −70 кг                            | −75 кг                            | −75 кг                            | −75 кг                            |
| +70 кг                            | +75 кг                            | +75 кг                            | +75 кг                            |

Весовые категории ITF (штаб-квартира в Испании):
| Чемпионат мира среди мужчин (ITF) | Чемпионат мира среди мужчин (ITF) |
| Юниоры (14—17)                    | Взрослые (18—39)                  |
| --------------------------------- | --------------------------------- |
| −50 кг                            | −57 кг                            |
| −56 кг                            | −63 кг                            |
| −62 кг                            | −70 кг                            |
| −68 кг                            | −78 кг                            |
| −75 кг                            | −85 кг                            |
| +75 кг                            | +85 кг                            |

| Чемпионат мира среди женщин (ITF) | Чемпионат мира среди женщин (ITF) |
| Юниоры (14—17)                    | Взрослые (18—39)                  |
| --------------------------------- | --------------------------------- |
| −45 кг                            | −50 кг                            |
| −50 кг                            | −56 кг                            |
| −55 кг                            | −62 кг                            |
| −60 кг                            | −68 кг                            |
| −65 кг                            | −75 кг                            |
| +65 кг                            | +75 кг                            |

#### Олимпийский стиль (кукки)
Поединок обозначается словом кёруги. Запрещены удары ниже уровня пояса, а также удары руками выше уровня ключицы. Спортсмены для смягчения контакта ноги с телом используют защитный жилет, но при этом на каждый голеностопный сустав надевается специальный носок. Кисти защищены тонкими перчатками, а лучевые кости — накладками. Также обязательной является защита паха. В отличие от неолимпийских стилей, разрешены удары по спине, кроме позвоночника. Кроме того, разрешены удары ногами по всей поверхности головы, включая затылок.
Судейство производится в полуавтоматизированном режиме — с использованием автоматизированной электронной системы судейства и учёта баллов. Сигналы на систему передаются преимущественно от датчиков, вшитых в жилет и шлем, а также носки спортсменов. Но поскольку за сложную технику (удары в развороте) предусмотрены дополнительные баллы, для их начисления используются устройства-кликеры (часто их называют джойстиками за внешнее сходство с геймпадом для игровых приставок), которые выдают боковым судьям. Кроме того, рефери останавливает поединок в случае нарушения правил и даёт указание оператору системы в ручном режиме ставить штрафные очки. Электронная система судейства ставит баллы лишь за сильные удары ногами в корпус, но при этом засчитываются даже лёгкие воздействия на шлем ногами.
Технические действия спортсменов оцениваются следующим образом. За удар ногой в среднюю зону (от пояса до ключицы) спортсмену присуждается два балла, а за удар в ту же зону с разворотом туловища через спину — четыре балла. Аналогично присуждаются баллы за удары ногой в голову: обычный удар оценивается в три балла, а с разворотом через спину — пять баллов. Удары руками выполняются только в среднюю зону и оцениваются в один балл (с помощью кликеров), но только в том случае, если такой удар оказал явное воздействие на корпус противника.
С июня 2022 года вступили в силу изменения в правила. Появился запрет на удары по затылку в клинче (их признали альтернативной техникой ударов ногами, не соответствующей стилю и не имеющих смысла за пределами соревнований); сам клинч теперь разрешён не более, чем на три секунды — если он длится дольше, бой останавливается и спортсменов разводят в разные стороны для продолжения поединка. Также спортсменам запретили наносить более двух ударов ногой по воздуху (не имеющих практического смысла, поскольку третий удар слишком слабый) и отменили штрафной балл за падение при успешном ударе с разворота.
Изменили и регламент проведения поединков: считают не общее количество баллов по итогам трёх раундов, а количество выигранных раундов; но если один спортсмен выиграл два первых раунда, то третий не проводят, а засчитывают победу. Если два первых раунда закончились вничью, решение о победителе принимает электронная система (по большему количеству зарегистрированных ударов), а если и она не выявила победителя, решение принимают судьи на основании дополнительных параметров (количество нарушений, количество ударов с разворота и так далее). Также сократили допустимое количество нарушений: теперь в каждом раунде допускается лишь 5 нарушений, после чего победу в раунде назначают противнику.
Ещё одно важное изменение связано с зачислением баллов за удар ногой в голову. Поскольку на лицах спортсменов нет датчиков, удары ногами в лицо до июня 2022 года засчитывались лишь в случае нокдауна или нокаута. Теперь же засчитывается попадание ногой в любую часть головы (выше шеи), а если датчик электронной системы не сработал, проверяют факт попадания в зачётную зону с помощью системы видеоповтора. Для этого секундант, посчитавший, что его спортсмен попал в голову, но система по какой-то причине не сработала, поднимает руку с карточкой секунданта, заказывая процедуру видеоповтора.
Соотношение ударов ногами с ударами руками составляет примерно 90 к 10.
Весовые категории:
| Олимпийские игры | Олимпийские игры |
| Мужчины          | Женщины          |
| ---------------- | ---------------- |
| −58 кг           | −49 кг           |
| −68 кг           | −57 кг           |
| −80 кг           | −67 кг           |
| +80 кг           | +67 кг           |

| Чемпионат мира среди мужчин (WT) | Чемпионат мира среди мужчин (WT) |
| Юниоры                           | Взрослые                         |
| -------------------------------- | -------------------------------- |
| −45 кг                           | −54 кг                           |
| −48 кг                           | −54 кг                           |
| −51 кг                           | −54 кг                           |
| −55 кг                           | −54 кг                           |
| −59 кг                           | −58 кг                           |
| −63 кг                           | −63 кг                           |
| −68 кг                           | −68 кг                           |
| −73 кг                           | −74 кг                           |
| −78 кг                           | −74 кг                           |
| +78 кг                           | −80 кг                           |
| +78 кг                           | −87 кг                           |
| +78 кг                           | +87 кг                           |

| Чемпионат мира среди женщин (WT) | Чемпионат мира среди женщин (WT) |
| Юниоры                           | Взрослые                         |
| -------------------------------- | -------------------------------- |
| −42 кг                           | −46 кг                           |
| −44 кг                           | −46 кг                           |
| −46 кг                           | −49 кг                           |
| −49 кг                           | −49 кг                           |
| −52 кг                           | −53 кг                           |
| −55 кг                           | −53 кг                           |
| −59 кг                           | −57 кг                           |
| −63 кг                           | −62 кг                           |
| −68 кг                           | −67 кг                           |
| +68 кг                           | −73 кг                           |
| +68 кг                           | +73 кг                           |

### Формальные комплексы
Это строго регламентированные упражнения, представляющие собой комбинации приёмов защиты и нападения, выполняемые по определённым траекториям, в точно установленной последовательности и имитирующие реальный бой с несколькими соперниками, из которого исполнитель формального комплекса выходит победителем.
Название формальных комплексов зависит от организации тхэквондо.
- Хён — термин, использовавшийся в тхэквондо 50-60-х годов, а также в тансудо и консудо. Сейчас его до сих пор используют отдельные корейские мастера, а также, официально, в GTF;
- Тхыль — термин, используемый в тхэквондо стиля Чхан Хон (любая организация, развивающая ITF);
- Пхумсэ — термин, использующийся в Кукки стиле (WT) и американском тхэквондо.

Различные стили и организации тхэквондо (ITF, GTF, WT и т. д.) используют разные комплексы. Даже в рамках одного стиля могут быть различия в технике выполнения на нюансном уровне. На соревнованиях уровень выполнения формальных комплексов оценивается судейской коллегией, а оценка включает множество факторов, среди которых важными являются точность, скорость и контроль.
| ITF / Чхан Хон                                                                                            | GTF | WT / Кукки                                          | ATA / Сонам       | Jhoon Rhee               |
| --- | --- | --------------------------------------------------- | ----------------- | ------------------------ |
| Подводящие комплексы (3)                                                                                  | Подводящие комплексы (3)                                                                                | Белый пояс                                          |                   | Белый пояс (2)           |
| Саджу чируги (Saju Jirugi; блок на нижнем уровне и удар рукой в четырёх направлениях с шагом вперёд)      | Саджу чируги (Saju Jirugi; блок на нижнем уровне и удар рукой в четырёх направлениях с шагом вперёд)    | Кибон (Kibon; подводящие соединения)                |                   | Kamsah                   |
| Саджу макки (Saju Makgi; блок на нижнем уровне и блок на среднем в четырёх направлениях с шагом вперёд)   | Саджу макки (Saju Makgi; блок на нижнем уровне и блок на среднем в четырёх направлениях с шагом вперёд) |                                                     |                   | Kyu-Yool                 |
| Саджу тхыльги (Saju Teulgi; блок-удар локтем в четырёх направлениях)                                      | |                                                     |                   |                          |
| | |                                                     |                   |                          |
| Для аттестации на цветные пояса (9)                                                                       | Дополнительно (2)                                                                                       | Цветные пояса (8 комплексов Тхэгук)                 | Цветные пояса (9) | Цветные пояса (8)        |
| Чон-джи (Chon-Ji)                                                                                         | Чон-джи (Chon-Ji)                                                                                       | Иль Чжан (Il Jang)                                  | Songahm 1         | Jayoo                    |
| Тан-гун (Dan-Gun)                                                                                         | Тан-гун (Dan-Gun)                                                                                       | И Чжан (Ee Jang)                                    | Songahm 2         | Chosang                  |
| То-сан (Do-San)                                                                                           | То-сан (Do-San)                                                                                         | Сам Чжан (Sam Jang)                                 | Songahm 3         | Hanguk                   |
| | Jee-Sang                                                                                                | Са Чжан (Sa Jang)                                   | Songahm 4         | Jung-Yi                  |
| Вон-хё (Won-Hyo)                                                                                          | Вон-хё (Won-Hyo)                                                                                        | O Чжан (Oh Jang)                                    | Songahm 5         | Pyung-Wa                 |
| Юль-гок (Yul-Gok)                                                                                         | Юль-гок (Yul-Gok)                                                                                       | Юк Чжан (Yook Jang)                                 | In Wha 1          | Meegook                  |
| | Dhan-Goon                                                                                               | Чхиль Чжан (Chil Jang)                              | In Wha 2          | Chasin                   |
| Джун-гун (Joong-Gun)                                                                                      | Джун-гун (Joong-Gun)                                                                                    | Пхаль Чжан (Pal Jang)                               | Choong Jung 1     | Might for Right          |
| Тхве-ге (Toi-Gye)                                                                                         | Тхве-ге (Toi-Gye)                                                                                       |                                                     | Choong Jung 2     |                          |
| Хва-ран (Hwa-Rang)                                                                                        | |                                                     |                   |                          |
| Чун-му (Choong-Moo)                                                                                       | |                                                     |                   |                          |
| | |                                                     |                   |                          |
| Чёрные пояса (15)                                                                                         | Дополнительно (4)                                                                                       | Чёрные пояса (9)                                    | Чёрные пояса (8)  | Чёрные пояса             |
| Кван-ге (Kwang-Gae)                                                                                       | Кван-ге (Kwang-Gae)                                                                                     | Корё (Koryo)                                        | Shim Jun          | Всё как в ITF / Чхан Хон |
| По-ын (Po-Eun)                                                                                            | По-ын (Po-Eun)                                                                                          | Кымган (Keumgang)                                   | Jung Yul          |                          |
| Гэ-бэк (Gae-Baek)                                                                                         | Гэ-бэк (Gae-Baek)                                                                                       | Тхэбэк (Taebaek)                                    | Chung San         |                          |
| | Jee-Goo                                                                                                 | Пхёнвон (Pyongwon)                                  | Sok Bong          |                          |
| Ый-ам (Eui-Am)                                                                                            | Ый-ам (Eui-Am)                                                                                          | Сипчин (Sipjin)                                     | Chung Hae         |                          |
| Чун-джан (Choong-Jang)                                                                                    | Чун-джан (Choong-Jang)                                                                                  | Читхэ (Jitae)                                       | Jhang Soo         |                          |
| Чучхе либо Ко-Дан (Juche or Go-Dang*)                                                                     | Чучхе либо Ко-Дан (Juche or Go-Dang*)                                                                   | Чхонгвон (Cheonkwon)                                | Chul Joon         |                          |
| | Jook-Am                                                                                                 | Хансу (Hansoo)                                      | Jeong Seung       |                          |
| Сам-иль (Sam-Il)                                                                                          | Сам-иль (Sam-Il)                                                                                        | Илё (Ilyeo)                                         |                   |                          |
| Ю-син (Yoo-Sin)                                                                                           | |                                                     |                   |                          |
| Чхве-юн (Choi-Yong)                                                                                       | Чхве-юн (Choi-Yong)                                                                                     | Устаревшие комплексы на цветные пояса (Palgwae, 8)  |                   |                          |
| | Pyong-Hwa                                                                                               | Palgwae Il Jang                                     |                   |                          |
| Ён-ге (Yon-Gae)                                                                                           | Ён-ге (Yon-Gae)                                                                                         | Palgwae Ee Jang                                     |                   |                          |
| Уль-джи (Ul-Ji)                                                                                           | Уль-джи (Ul-Ji)                                                                                         | Palgwae Sam Jang                                    |                   |                          |
| Мун-му (Moon-Moo)                                                                                         | Мун-му (Moon-Moo)                                                                                       | Palgwae Sa Jang                                     |                   |                          |
| | Sun-Duk                                                                                                 | Palgwae Oh Jang                                     |                   |                          |
| Со-сан (So-San)                                                                                           | Со-сан (So-San)                                                                                         | Palgwae Yook Jang                                   |                   |                          |
| Се-джон (Se-Jong)                                                                                         | Се-джон (Se-Jong)                                                                                       | Palgwae Chil Jang                                   |                   |                          |
| Тхон-иль (Tong-Il)                                                                                        | Тхон-иль (Tong-Il)                                                                                      | Palgwae Pal Jang                                    |                   |                          |
| | |                                                     |                   |                          |
| Устаревшие комплексы на чёрные пояса                                                                      | Устаревшие комплексы на чёрные пояса                                                                    | Устаревшие комплексы на чёрные пояса                |                   |                          |
| *Ко-дан (Go-Dang) изучается в некоторых организациях вместо Чучхе (Juche)                                 | *Ко-дан (Go-Dang) изучается в некоторых организациях вместо Чучхе (Juche)                               | Original Koryo                                      |                   |                          |
| Ю-нам (U-Nam) есть в учебном пособии Чхве Хон Хи Tae Kwon Do Teaching Manual, для аттестации не требуется | |                                                     |                   |                          |
| | | Демо формы (2007, в разработке, не утверждены)      |                   |                          |
| | | Hanryu                                              |                   |                          |
| | | Bikkak                                              |                   |                          |
| | |                                                     |                   |                          |
| | | Соревновательные комплексы Куккивон (2016)          |                   |                          |
| | | Himchari                                            |                   |                          |
| | | Yamang                                              |                   |                          |
| | | Saebyeol                                            |                   |                          |
| | | Nareusya (Bigak Sam Jang в WT)                      |                   |                          |
| | | Bigak (Bigak Ee Jang в WT)                          |                   |                          |
| | | Eoullim                                             |                   |                          |
| | | Saeara                                              |                   |                          |
| | | Hansol                                              |                   |                          |
| | | Narae                                               |                   |                          |
| | | Onnuri                                              |                   |                          |
| | | Соревновательные комплексы WT (2017)                |                   |                          |
| | | Bigak Il Jang (WT)                                  |                   |                          |
| | | Bigak Ee Jang (основан на пигаке в стиле куккивон)  |                   |                          |
| | | Bigak Sam Jang (основан на нарыся в стиле куккивон) |                   |                          |

#### Фристайл-пхумсэ
Относительно новая дисциплина в олимпийском тхэквондо. Участник сам придумывает пхумсэ, основываясь на базовой технике тхэквондо. В свободном пхумсэ должны присутствовать 5 обязательных элементов:
- Ёп чхаги в прыжке;
- Несколько ап чхаги в одном прыжке (обычно от 3 до 5);
- Удар с вращением в прыжке;
- Техника кёруги;
- Акробатические элементы с ударом/ударами.

### Другие дисциплины

#### Силовое разбивание

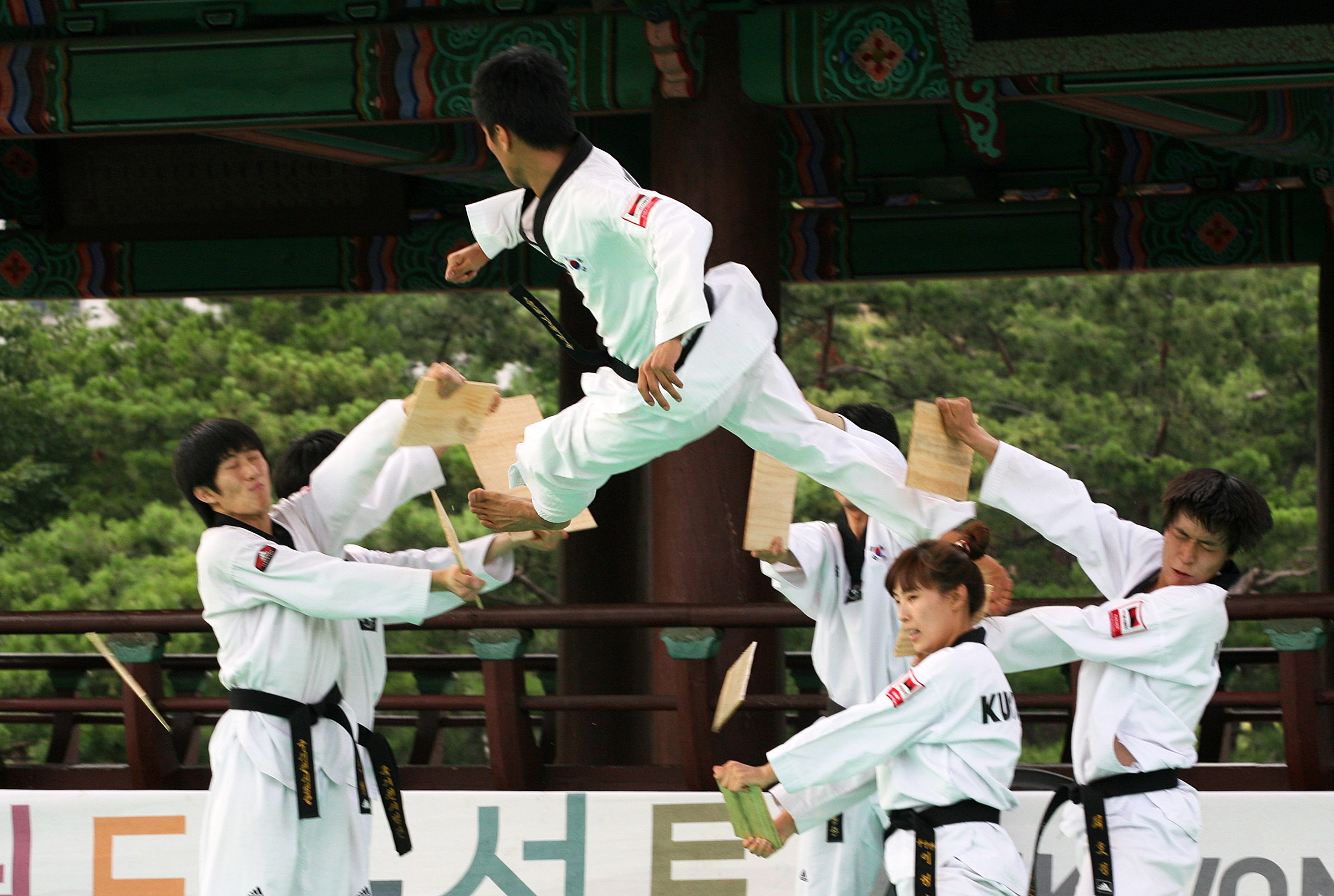
Кёкпха сочетает в себе боевое искусство с акробатикой

Кёкпха (격파) — это одна из дисциплин олимпийского тхэквондо, наряду с кёруги и пхумсэ, под которой понимается разбивание различных предметов, демонстрирующее технику тхэквондо. В программу Олимпиады не входит.
В неолимпийских стилях используется термин Power Braking. Каждый спортсмен должен выполнить 5 ударов (3 удара женщины и юниорки) по многоразовым доскам для разбивания (изготовлены из пластика, используется шевронное соединение, рассчитанное на разъединение при ударе определённой силы), которые зафиксированы на специальном станке.

#### Разбивание в прыжках (спецтехника)
Демонстрационно-соревновательная дисциплина, призванная показать красоту вида спорта. Спортсмены демонстрируют технику в прыжках в длину и высоту, показывая возможность эффективной атаки соперников, располагающихся за каким-то препятствием или на большом расстоянии. Спортсмен в прыжке определённым ударом должен разбить доску, закреплённую на высоте либо расположенную на дистанции, а приземлиться он должен обязательно на ноги. Соревнования по спецтехнике практикуются в основном в стиле Чхан Хон, независимо от организации.

#### Самооборона
Соревнования по этому направлению тхэквондо не проводятся. Исключение составляют демонстрационные выступления по самообороне в тхэквондо стиля Чхан Хон со штаб-квартирой в Австрии. Этот вид программы демонстрирует прикладные возможности тхэквондо, когда один «герой» противостоит нескольким соперникам. Спортсмен должен выполнить набор обязательных технических приёмов, продемонстрировать техники уклона, освобождения от захвата, защиты против оружия.

#### Традиционный спарринг
Демонстрационно-соревновательные выступления, во время которых спортсмены атакуют и защищаются по заготовленному сценарию, используя исключительно технику из формальных комплексов. Основной задачей является демонстрация слаженности, правильности техники, акробатики, динамики и креативности. Это направление представлено в организации ITF со штаб-квартирой в Испании (Чхан Хон стиль).

## Важнейшие соревнования по олимпийскому тхэквондо

### Междуклубные турниры
Спортивное сообщество регулярно проводит так называемые клубные или открытые турниры с локальным либо международным статусом. Одним из наиболее известных международных турниров является Korean Ambassador’s Cup (Кубок посла Кореи), который проводится при поддержке Министерства иностранных дел Республики Корея в каждой стране мира, где есть посольство Республики Корея. Дополнительно проводятся континентальные и межконтинентальные Чемпионаты среди спортивных клубов, особенностью которых является внутриклубный отбор атлетов вместо национального. Участие в некоторых междуклубных турнирах позволяет отобраться на континентальный чемпионат в результате получения дополнительной путёвки. Например, такими междуклубными турнирами в Европе являются WT President’s Cup (Кубок президента), European Club Championships (Чемпионат Европы среди спортивных клубов) и Multi European Games (мультиевропейские игры). Для возраста "кадеты" (до 14 лет) и юниоры (15-17 лет) на этих турнирах можно завоевать две дополнительные путёвки (за первое и второе место), а для более старших спортсменов — по 4 дополнительные путёвки (за первое, второе и два третьих места) в каждой весовой категории.

### Чемпионаты мира и континентов
World Taekwondo Championships (Чемпионат мира по тхэквондо) проводится раз в два года Всемирной федерацией тхэквондо. Единственным методом отбора на чемпионат мира является победа в результате серии национальных соревнований (чемпионат/первенство страны и рейтинговые турниры календарного плана нацфедерации). В составе национальной команды имеют право принимать участие только граждане страны, заявившей спортсменов. Если спортсмен имеет более одного гражданства, он обязан решить за какую команду будет выступать. Но при смене спортивного гражданства, разрешено представлять другую страну только в том случае, если прошло более 36 месяцев с того момента, как спортсмен участвовал в таких мероприятиях, как Олимпийские игры, квалификационные турниры к Олимпийским играм, 4-х летний цикл континентальных мультиспортивных игр, 2-х летний цикл континентальных чемпионатов, а также чемпионатов мира.
Также раз в два года (чередуется с Чемпионатом мира) проводят континентальный чемпионат, например, Чемпионат Европы.

### Рейтинговые турниры
В тхэквондо, как и в большинстве других олимпийских видах спорта, предусмотрена рейтинговая система. Каждому рейтинговому турниру (на котором присутствует технический делегат World Taekwondo) присваивается код с числовым коэффициентом, позволяющим оценить важность турнира и выявить лучших представителей в каждой весовой категории для отбора на Олимпиаду.
Рейтинг World Taekwondo публикуется в двух версиях: мировой рейтинг (8 весовых категорий у мужчин и женщин) и олимпийский рейтинг (4 весовые категории). Когда спортсмен участвует в рейтинговом турнире, ему начисляются очки рейтинга одновременно в обе версии, мировой рейтинг и олимпийский.
Примеры рейтинговых турниров согласно календарю World Taekwondo на 2023-24 годы:
G-1/G-2 — Междуклубные турниры, определённые World Taekwondo в качестве рейтинговых (G-2 позволяет набрать баллов больше, чем турнир G-1);
G-4/G-6 — Этапы Гран При, Континентальные первенства;
G-8 — Кубок мира;
G-10 — Финал Гран При;
G-14 — Чемпионат Мира;
G-20 — Олимпийские игры.

### Олимпийские игры
Как и в любом другом олимпийском виде спорта, главными соревнованиям являются Олимпийские игры. Всего 128 спортсменов примут участие в олимпийском турнире по тхэквондо. Из них четыре квоты квот передают стране, принимающей Игры (по два тхэквондиста каждого пола) и четыре квоты, распределённые по принципу универсальности (по два представителя каждого пола).

Оставшиеся 120 квот распределяются между национальными олимпийскими комитетами (НОК). Те, в свою очередь, выбирают спортсменов на квалификационных олимпийских турнирах. Максимальное количество — восемь квот для одного НОКа (одна квота в каждой весовой категории, четыре квоты для каждого пола). В каждой из восьми весовых категорий соревнуется максимум 16 тхэквондистов. Однако это количество может быть увеличено, если на Игры дополнительно отберутся спортсмены из олимпийской команды беженцев.
Чтобы стать участником Олимпиады, спортсмены, получившие квоты страны-хозяйки, по принципу универсальности или через континентальные квалификационные турниры должны выполнить хотя бы одно из следующих пяти требований в квалификационный период (для Игр-2024 это с 1 июня 2022 по 1 мая 2024):
- Выиграть медали на одном из соревнований, включённых в календарь World Taekwondo;
- Хотя бы один раз в течение квалификационного периода войти в топ-20 Мирового рейтинга World Taekwondo;
- Дойти как минимум до стадии 1/8 финала на Чемпионате мира по тхэквондо в 2022 или 2023 году;
- Дойти как минимум до стадии четвертьфинала на континентальном чемпионате по тхэквондо или на соответствующем континентальном квалификационном турнире;
- Быть победителем национального чемпионата по тхэквондо.

Для молодых атлетов важное значение имеют Юношеские Олимпийские игры, в которых могут принять участие спортсмены с 15 до 18 лет.

## Тхэквондо в смешанных единоборствах
Представители данного вида спорта практически не участвуют в соревнованиях по смешанным единоборствам по ряду причин.
Во-первых, в основном виде спорта очень высокая конкуренция, часто победа достигается на нюансах правил с разрывом в один-два балла. Участие в соревнованиях по другим видам спорта может сбить наработки, соответствующие правилам и привести к проигрышам в основном виде спорта.
Во-вторых, смешанные единоборства уже не являются платформой для объединения различных видов единоборств, а стали самостоятельным видом спорта с довольно строгими правилами, под которые нужно специально готовиться. Особенностью тхэквондо является работа на дальней и средней дистанции, а для работы на ближней, чего требует MMA, необходима наработка бросков и боксёрской ударной техники (хук, апперкот), а также изучение приёмов борьбы в партере. Дополнительно требуется изучение спарринговой техники для нижнего уровня: подсечек, лоу-киков. Но примеры тхэквондистов, которые успешно демонстрируют технику этого вида спорта в UFC, есть. Это Серхио Петтис, Яир Родригес, Андерсон Силва, Энтони Петтис и Эдсон Барбоза.

## Система поясов и данов
В тхэквондо пояса условно разделяются на «цветные» (к которым относится и белый) и «чёрные». Цветным поясам соответствуют 10 «кыпов» (от корейского 급 — уровень) от 10-го до 1-го. В зависимости от региональной федерации цвет пояса и соответствующий ему кып может отличаться. Стиль Чхан Хон в основном использует корейскую классификацию цветных поясов — нечётные значения не имеют своего цвета, а отмечаются чёрточкой (например, между синим и красным поясом спортсмен аттестовывается на синий с красной чёрточкой, так называемый сине-красный пояс), а представители Кукки стиля чаще всего используют европейскую классификацию, в которой каждое цифровое значение уровня связано с определённым цветом. Каждый клуб сам вправе выбирать систему иерархии цветных поясов, так как на сертификатах указаны лишь порядковые номера. 
| Номер пояса (кып)        | Европейская классификация | Европейская классификация | Корейская классификация | Корейская классификация |
| Номер пояса (кып)        | Название                  | Отображение               | Название                | Отображение             |
| ------------------------ | ------------------------- | ------------------------- | ----------------------- | ----------------------- |
| 10                       | Белый                     |                           | Белый                   |                         |
| 9                        | Жёлтый                    |                           | Бело-жёлтый             |                         |
| 8                        | Оранжевый                 | 8kup-orange-belt          | Жёлтый                  |                         |
| 7                        | Зелёный                   |                           | Жёлто-зелёный           |                         |
| 6                        | Пурпурный                 |                           | Зелёный                 |                         |
| 5                        | Голубой                   |                           | Зелёно-синий            |                         |
| 4                        | Синий                     |                           | Синий                   |                         |
| 3                        | Красный                   |                           | Сине-красный            |                         |
| 2                        | Светло-коричневый         |                           | Красный                 |                         |
| 1                        | Тёмно-коричневый          |                           | Красно-чёрный пояс      |                         |
| 1 пхум / 1 дан юниорский | Красно-чёрный пояс        |                           | Чёрный с белой полоской |                         |

После цветных поясов идут чёрные пояса, однако не достигшие 15-летнего возраста тхэквондисты Кукки стиля носят «пхум» — красно-чёрный пояс, который затем приравнивается к дану. У стилей Чхан Хон подход к аттестации детей на чёрный пояс схожий: спортсменов до 15 лет либо не допускают до аттестации на чёрный пояс, либо разрешают носить юниорский чёрный пояс — обшивается ленточкой белого цвета.
У чёрных поясов есть свои уровни — даны. В тхэквондо насчитывается 9 данов.
Обладатели 1—3-го данов считаются освоившими всю технику тхэквондо, и становятся помощниками мастера (бусабомним). Международным инструктором 4—6-го дана (сабомним) можно стать за подготовку учеников высокого уровня. 7—8-й дан (сахёним) дают за существенный вклад в развитие тхэквондо в стране и мире, или в том случае, если у спортсмена есть выдающиеся спортивные достижения, к примеру, регулярные победы на континентальных чемпионатах и чемпионатах мира. Самый высокий дан, 9-й (сасонним, грандмастер), присваивается за исключительные заслуги.
Аттестация на чёрные пояса (даны и пхумы) спортсменов олимпийского тхэквондо проходит по единому стандарту, разработанному в Куккивоне — Всемирной штаб-квартире тхэквондо. Право проводить аттестации есть не только у национальной спортивной федерации, но и мастеров, которым Куккивон делегировал такое право. Сертификат — документ единого образца, подтверждающий дан или пхум, который признаётся во всём мире.
В неолимпийских версиях правила аттестации на чёрные пояса устанавливает международная федерация, куда входит национальная спортивная организация, которая и выдаёт сертификаты. Как правило, различные организации стиля Чхан Хон признают сертификаты друг друга.

## Клятва тхэквондиста
Духовно-этический аспект тхэквондо основан на принципах конфуцианства, буддизма и гуманизма. Согласно книге-энциклопедии «Taekwon-Do», этот вид единоборства руководствуется следующими принципами: учтивости (почтительности), честности, настойчивости, самообладания, непоколебимости духа.
В олимпийской версии во время первой аттестации ученика просят дать «Клятву тхэквондиста»:
Я обязуюсь добросовестно изучать тхэквондо, везде и всегда придерживаться духа справедливости. Нигде и никогда не применять полученных мною знаний, за исключением случаев самозащиты, защиты моей семьи или защиты людей, нуждающихся в моей помощи в минуты крайней опасности для их жизни.
Принятый во всех версиях и стилях этикет подразумевает взаимоуважение занимающихся, которое демонстрируется вежливым общением, дружелюбностью, поклонами при обращении и окончании разговора, а также входе в зал и выходе из него.

## Тхэквондо в России
Тхэквондо начало проникать на территорию бывшего СССР вместе с советскими гражданами, работавшими за рубежом и занимавшимися там в клубах тхэквондо. Также тхэквондо распространялось со специалистами из КНДР. Развитие единоборства сильно осложнялось статьёй уголовного кодекса, запрещающей незаконные занятия восточными единоборствами. Запрет длился до 1988 года. А уже через год комиссия тхэквондо смогла пригласить в СССР инструкторов из Северной Кореи. Специалистам Южной Кореи приехать было невозможно из-за абсолютного отсутствия дипломатических отношений между государствами.
В 1990 году улучшились политические отношения с Южной Кореей, в этом же году было достигнуто соглашение о проведении на территории нескольких республик СССР показательных выступлений и семинаров. Первый Всесоюзный семинар был проведён в г. Ульяновске в мае 1990 года. В этом семинаре участвовало около 500 человек из всех республик СССР. Проводил семинар руководитель демонстрационной команды ВТФ господин Ли Кю Хён. С этого семинара начинается развитие тхэквондо версии ВТФ в России и в других республиках бывшего СССР. Следующим этапом развития вида спорта версии ВТФ было вступление во Всемирную федерацию тхэквондо. Официальная делегация под руководством Президента Федерации тхэквондо СССР Игоря Соколова в июле 1990 года прибыла в Южную Корею (г. Сеул), где представила заявление о вступлении в ВТФ.
Впоследствии ежегодно проводились первенства, чемпионаты и кубки России. Спортсмены сборной России представляли её на европейском и мировом уровнях. В 2000 году в составе Олимпийской сборной России Наталья Иванова завоевала серебряную медаль. Затем Алексей Денисенко завоевал две олимпийские награды: бронзу в 2012 году на ОИ в Лондоне и серебро в 2016 году на ОИ в Рио-де-Жанейро. На Олимпиаде-2020 российские спортсмены в составе сборной Олимпийского комитета России продемонстрировали феноменальный результат, завоевав 2 золотые (Владислав Ларин и Максим Храмцов), 1 серебряную (Татьяна Минина) и 1 бронзовую (Михаил Артамонов) медали.
До 2021 года развитием тхэквондо всех признанных в РФ видами спорта направлений (ВТФ, ИТФ, ГТФ) занимался Союз Тхэквондо России, президентом которого является Терехов Анатолий Константинович. В 2021 году эта организация сосредоточилась на развитии олимпийской программы, а неолимпийские версии получили признания как отдельные виды спорта с собственными национальными федерациями. В феврале-марте 2022 года российские спортсмены всех направлений в связи со вторжением России на Украину были отстранены от участия в соревнованиях под эгидой большинства международных федераций. В связи с этим г-н Терехов заявил, что организация сконцентрирует внимание на развитии детско-юношеского спорта, а с международной организацией будет сотрудничать в тех сферах, которые не попадают под ограничения.

## Базовая техника
В первые полгода-год обучения ученики изучают базовую технику, которая состоит из нескольких основных стоек, блоков и ударов руками и ногами. В дальнейшем техника усложняется, количество технического арсенала существенно увеличивается. Чтобы полностью освоить всю технику, описанную в книге «Taekwon-Do», требуется не менее 10 лет занятий.
Основной упор при обучении в тхэквондо любого стиля делают на удары ногами. Основные удары у всех стилей одинаковые, однако терминология незначительно отличается. Кроме того, может отличаться манера исполнения на нюансном уровне. Также терминология может варьироваться от мастера к мастеру, особенно в WT и американских версиях, где нет жёстких канонов, а ученики изначально изучают соревновательные варианты вместо образцовой техники из «Энциклопедии». Поэтому на международных мероприятиях предпочитают использовать терминологию на английском.

### Основные удары ногами
| Название на русском                | Кикбоксинг      | ITF / Чхан Хон    | WT / Кукки                                                                             |
| ---------------------------------- | --------------- | ----------------- | -------------------------------------------------------------------------------------- |
| Прямой удар                        | Фронт кик       | Ап чхаги          | Ап чхаги / Мира чхаги (толкающий вариант)                                              |
| Удар в сторону                     | Сайд кик        | Ёп чхаги          | Ёп чхаги                                                                               |
| Круговой удар                      | Раундхаус кик   | Толлё чхаги       | Толлё чхаги / Бандаль чхаги (по малой окружности внутрь с заносом колена за ось атаки) |
| Удар крюком                        | Хук кик         | Коро чхаги        | Паккат толлё чхаги / Нако чхаги (под углом 45 градусов)                                |
| Рубящий удар                       | Экс кик         | Нэрё чхаги        | Нэрё чхаги / Сэво чхаги                                                                |
| Удар назад пяткой                  | Бэк кик         | Твит чхаги        | Твит чхаги / Твит толлё чхаги                                                          |
| С разворотом на 360 градусов ногой | Тёрнинг хил кик | Пандэ толлё чхаги | Хурё чхаги                                                                             |

### Базовая техника ITF / стиля Чхан Хон
| Название ITF                                                                                         | Описание |
| --- | --- |
| Стойки                                                                                               | |
| Чарёт-соги                                                                                           | Позиция «Внимание». |
| Аннун-соги                                                                                           | Стойка всадника или буквально — сидячая стойка. |
| Гоннун-соги                                                                                          | Передняя наступательно-боевая стойка или стойка лучника. |
| Нынджа-соги (буквально: похожая на букву «Ны» корейского алфавита или букву «L» латинского алфавита) | Задняя защитно-боевая стойка, 70 % веса переносится на заднюю ногу. |
| Наранхи-соги                                                                                         | Стойка боевой готовности. |
| Удары руками                                                                                         | |
| Ап джумок чируги                                                                                     | Прямой удар кулаком. Удар наносится верхними суставами указательного и среднего пальцев. При этом тыльная часть кисти и фаланги сжатых в кулак пальцев должны находиться под прямым углом друг к другу. В соревновательных поединках Чхан Хон стиля данный удар наносят серийно и, как правило, в верхний уровень (лицо) а также, но намного реже, средний уровень — солнечное сплетение, грудь до ключицы. |
| Блоки                                                                                                | |
| Чуке макги (верхний блок)                                                                            | Защита от прямого удара кулаком. |
| Анпальмок макги (блок на среднем уровне)                                                             | Защита от удара в грудь ногой либо рукой. Выполняется в варианте снаружи во внутрь и изнутри наружу. |
| Наджунде макги (нижний блок)                                                                         | Защита от удара ногой (пинка) в живот или пах. |

### Базовая техника WT / Кукки стиля
| Название WT             | Описание |
| ----------------------- | --- |
| Стойки                  | |
| Ап-соги                 | Представляет собой шаг. Вес тела распределён на обе ноги. Корпус прямой. |
| Ап-куби                 | 60 % массы тела приходится на переднестоящую ногу, 40 % — на заднестоящую ногу. Стопа переднестоящей ноги направлена вперёд, стопа заднестоящей ноги развёрнута под углом 25°. Заднестоящая нога выпрямлена, переднестоящая нога согнута в колене. Расстояние между стопами составляет полтора шага. |
| Твит-куби               | До 70 % массы тела приходится на заднестоящую ногу и до 30 % — на переднестоящюю ногу. Стопа переднестоящей ноги направлена вперёд, стопа заднестоящей ноги развёрнута под углом 90°. Расстояние между стопами составляет один шаг.                                                                  |
| Удары руками            | |
| Ап джумок чируги        | Техника аналогична Чхан Хон стилю. Но в стиле Кукки этот удар разрешён в соревновательных поединках и является зачётным лишь если он нанесён в полную силу от бедра в живот. А вот в голову данный удар наносить нельзя.                                                                             |
| Блоки                   | |
| Ольгуль макги (верхний) | Защита от прямого удара кулаком. |
| Момтон макги (средний)  | Защита от удара в грудь ногой либо рукой. Выполняется в варианте снаружи во внутрь и изнутри наружу. |
| Арэ макги (нижний)      | Защита от удара ногой (пинка) в живот или пах. |

## Травматизм

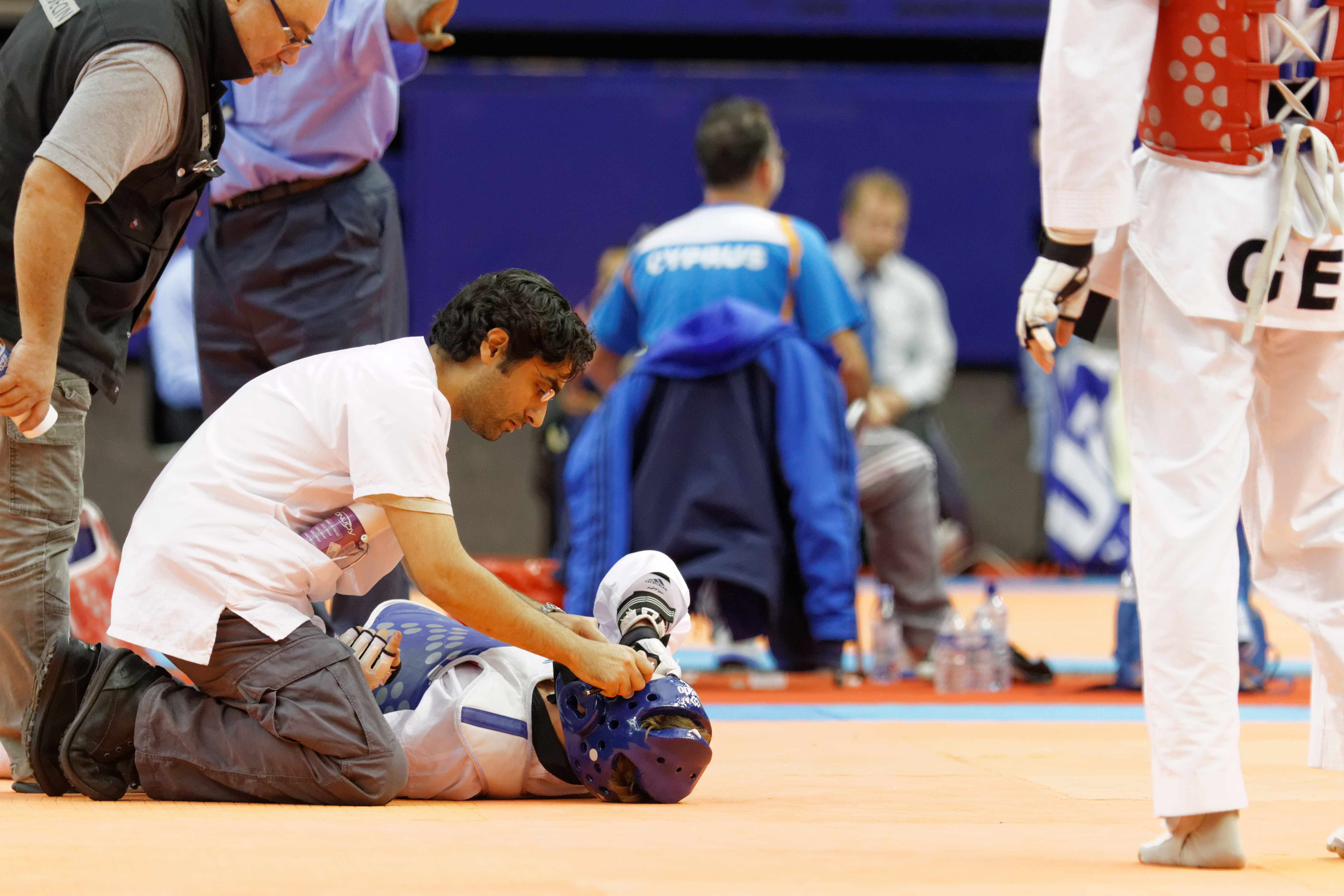
Медики осматривают спортсмена, пребывающего в глубоком нокауте

По результатам статистических медицинских исследований, проведённых спортивными медиками США, тхэквондо является одним из наиболее травмоопасных видов спортивных единоборств (вторым после MMA по количеству травм головы и лица). Причём в отличие от бокса, ввиду значительно большей силы ударов ногами, нокауты могут сопровождаться переломами лицевых костей черепа и другими тяжёлыми ушибленными травмами головы. В то же время, поскольку в основе тхэквондо лежит ударная техника, при занятиях тхэквондо минимален риск травм суставов, характерных для различных видов борьбы. Типично для любых единоборств, около 4⁄5 (более 80 %) всех травм спортсменов, занимающихся тхэквондо, приходится на тренировки. Относительно других контактных видов спорта и спортивных единоборств травматизм в тхэквондо распределяется следующим образом:
| Сравнительная характеристика случаев травматизма по контактным видам спорта и спортивным единоборствам | Сравнительная характеристика случаев травматизма по контактным видам спорта и спортивным единоборствам | Сравнительная характеристика случаев травматизма по контактным видам спорта и спортивным единоборствам | Сравнительная характеристика случаев травматизма по контактным видам спорта и спортивным единоборствам | Сравнительная характеристика случаев травматизма по контактным видам спорта и спортивным единоборствам | Сравнительная характеристика случаев травматизма по контактным видам спорта и спортивным единоборствам | Сравнительная характеристика случаев травматизма по контактным видам спорта и спортивным единоборствам | Сравнительная характеристика случаев травматизма по контактным видам спорта и спортивным единоборствам | Сравнительная характеристика случаев травматизма по контактным видам спорта и спортивным единоборствам |
| Спорт или вид БИ | % травм полученных в ходе                                                                              | % травм полученных в ходе                                                                              | Преобладающая локализация травм                                                                        | Преобладающая локализация травм                                                                        | Преобладающая локализация травм                                                                        | Преобладающая локализация травм                                                                        | Преобладающая локализация травм                                                                        | Средний коэффициент травм различной степени тяжести на 1000 спаррингов (из них сотрясений мозга)       |
| Спорт или вид БИ | тренировки                                                                                             | соревнования                                                                                           | голова                                                                                                 | голеностоп                                                                                             | плечевой сустав                                                                                        | локтевой сустав                                                                                        | коленный сустав                                                                                        | Средний коэффициент травм различной степени тяжести на 1000 спаррингов (из них сотрясений мозга)       |
| --- | --- | --- | --- | --- | --- | --- | --- | --- |
| Бокс | 70 | 30 | Да | Нет | Нет | Нет | Нет | н/д |
| Муай-тай | н/д | н/д | Да | Да | Нет | Нет | Нет | от 2,79 среди профессионалов до 13,5 среди любителей                                                   |
| Тхэквондо | 81,5                                                                                                   | 18,5                                                                                                   | Да | Да | Нет | Нет | Нет | от 0,4 до 139,5 (СМ: от 4,6 до 50,2) среди всех возрастных групп                                       |
| Борьба | 63 | 37 | Нет | Нет | Да | Нет | Да | н/д |
| MMA | 77,9                                                                                                   | 22,1                                                                                                   | Да | Да | Да | Да | Да | от 85,1 до 228,7 (СМ: до 48,3) среди всех занимающихся, до 236 среди профессионалов                    |
| Карате | 70 | 30 | Да | Нет | Нет | Нет | Нет | варьируется в зависимости от конкретного стиля                                                         |
| Дзюдо | 70 | 30 | Нет | Нет | Да | Да | Да | н/д |
| БЖЖ | н/д | н/д | Нет | Нет | Нет | Да | Да | н/д |
| Амер. футбол | н/д | н/д | Нет | Да | Да | Нет | Да | до 8,1                                                                                                 |
| Источники информации - Demorest, Rebecca A. ; Koutures, Chris. Youth Participation and Injury Risk in Martial Arts (Clinical Report). // Pediatrics. — December 2016. — Vol. 138 — No. 6 — P. 1–9 — ISSN 0031-4005. - Jensen, Andrew R. ; Maciel, Robert C. ; Petrigliano, Frank A. ; Rodriguez, John P. ; Brooks, Adam G. Injuries Sustained by the Mixed Martial Arts Athlete. // Sports Health. — January-February 2017. — Vol. 9 — No. 1 — P. 64–69 — ISSN 1941-7381. | | | | | | | | |